# Nicolas Sanson (cartographe)
Pour les articles homonymes, voir Nicolas Sanson.

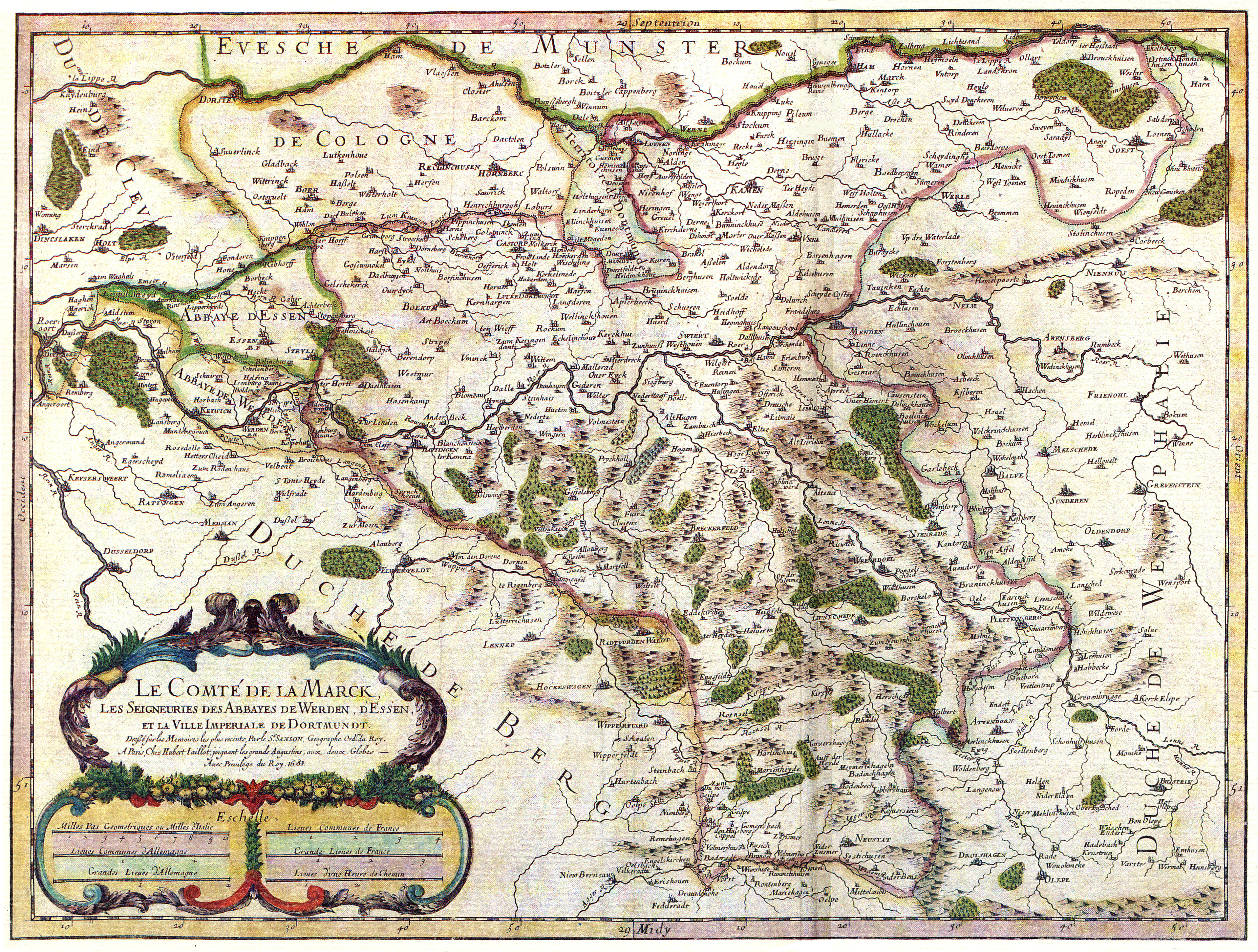
Carte du comté de la Mark, 1681.

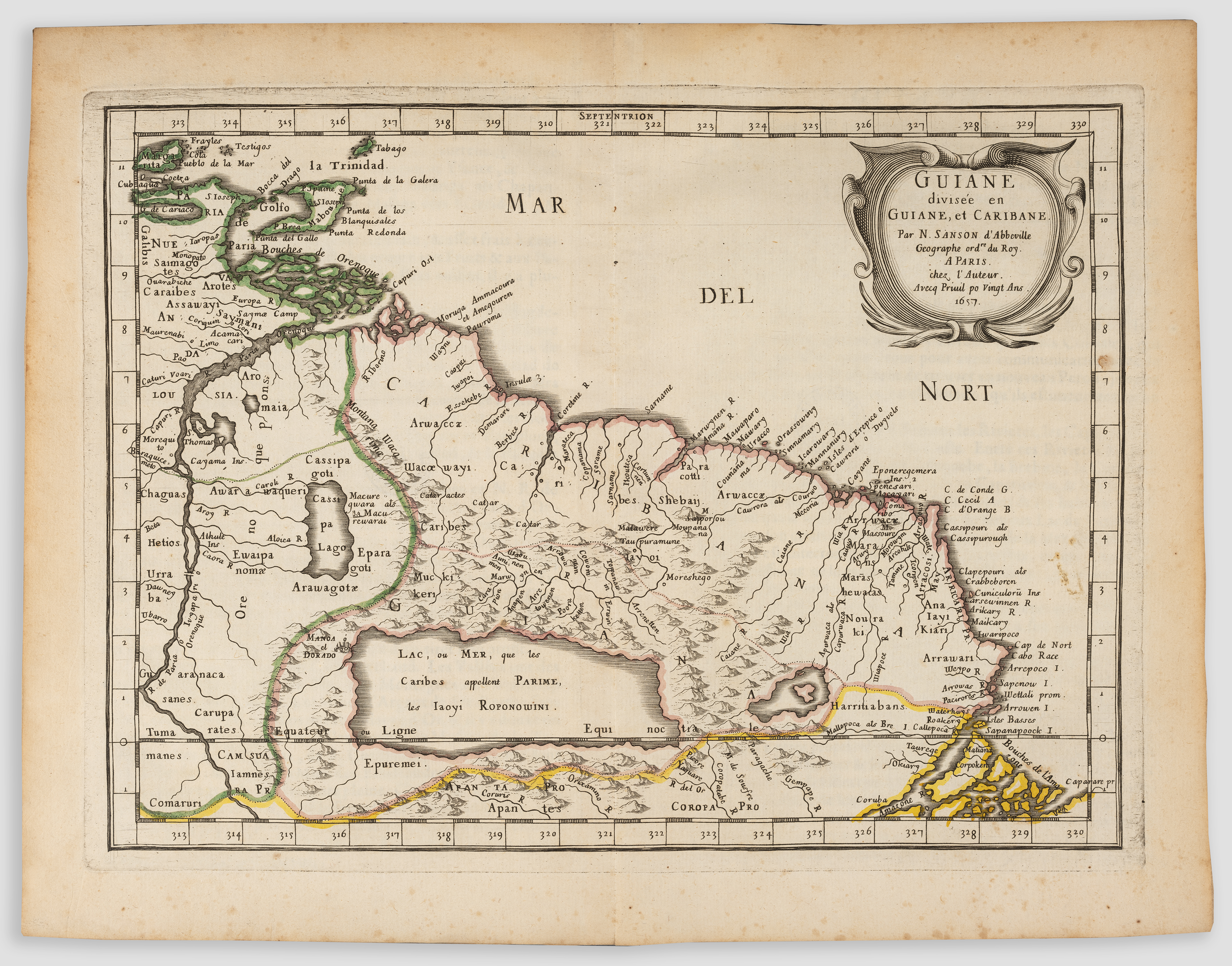
Guiane divisée en Guiane, et Caribane, 1657.

Nicolas Sanson (né le 20 décembre 1600 à Abbeville et décédé le 7 juillet 1667 à Paris), parfois dit Nicolas Sanson d'Abbeville ou Sanson d'Abbeville, cartographe célèbre du XVIIe siècle.
Actif dès 1627, Sanson publia sa première carte importante, les Postes de France, en 1632, chez l'éditeur Melchior Tavernier. Après avoir publié seul quelques atlas généraux, il s'associa avec l'éditeur d'estampes Pierre Mariette.

## Biographie
Natif d'Abbeville, Sanson fit ses études au collège des Jésuites d'Amiens. Une carte de France qu'il avait dessinée âgé seulement de 18 ans, attira l'attention du cardinal de Richelieu sur lui. Il instruisit Louis XIII, puis plus tard Louis XIV en géographie. On rapporte que Louis XIII, de passage à Abbeville, préféra loger chez Sanson (alors employé aux fortifications de la ville) plutôt que dans l'hôtel que la municipalité lui avait préparé. À l'issue de cette visite, le roi nomma Sanson Conseiller d'État.
En 1647, Sanson accusa le père jésuite Philippe Labbe de l'avoir plagié avec son Pharus Galliæ Antiquæ. Vers la fin de sa vie, il compta au nombre des favoris du prince du Condé.
Ses deux fils Adrien (1639-1718) et Guillaume (1633-1703) prirent sa succession en tant que géographes du roi, et transmirent cette charge à leur petit-neveu Robert de Vaugondy. Sanson avait perdu son fils aîné Nicolas en 1648 au cours de la Fronde.

## Publications
- Galileæ antiquae descriptio geographica (1627)
- les Postes de France (1632) , chez Melchior Tavernier
- Graeciæ antiquæ descriptio (1636)
- L'Empire romain (1637)
- Britannia, ou recherches de l'antiquité d'Abbeville (1638), ouvrage où l'auteur tente de convaincre que Strabon entend, sous le titre de Britannia, évoquer Abbeville...
- La France (1644)
- Tables méthodiques pour les divisions des Gaules (1644)
- L'Angleterre, l'Espagne, l'Italie et l'Allemagne (1644)
- Cartes particulières de la France suivant l'ordre des provinces ecclésiastiques, des dioeceses, de ses archevesches et evesches, jusques à l'etendue de l'ancienne Gaule... Paris, Pierre Mariette, 1648-1667
- Le Cours du Rhin (1646)
- In Pharum Galliæ antiquae Philippi L'abbe disquisitiones (1647-1648)
- Remarques sur la carte de l'ancienne Gaule de César (1649)
- L'Asie (1652)
- Index geographicus (1653)
- Les Estats de la Couronne d'Arragon en Espagne (1653)
- Geographia sacra (1653)
- L'Afrique (1656)
- Carte de la Nouvelle France. Publication Pierre Mariette, Paris 1656.
- L'Amérique en plusieurs cartes nouvelles... (1657)
- Cartes générales de toutes les parties du monde (1658)

En 1692, Hubert Jaillot compila l'ensemble des cartes de Sanson en un Atlas nouveau. D'autres éditions des œuvres de Sanson furent publiées au XVIIIe siècle sous le titre d' Atlas de géographie ancienne, d' Atlas britannique et de Catalogue des cartes et livres de géographie de Sanson (1702).